# Araneus viridiventris
Araneus viridiventris är en spindelart som beskrevs av Takeo Yaginuma 1969. Araneus viridiventris ingår i släktet Araneus och familjen hjulspindlar. Inga underarter finns listade i Catalogue of Life.

## Bildgalleri

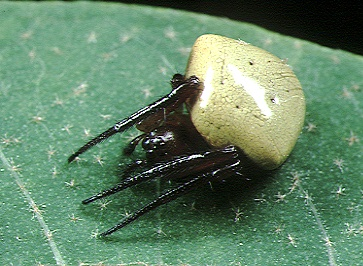
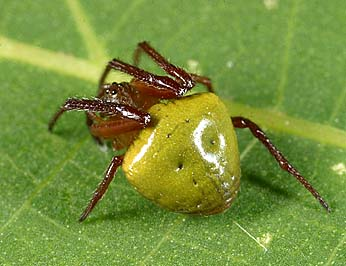